# انتفاضة بولندا الكبرى (1846)

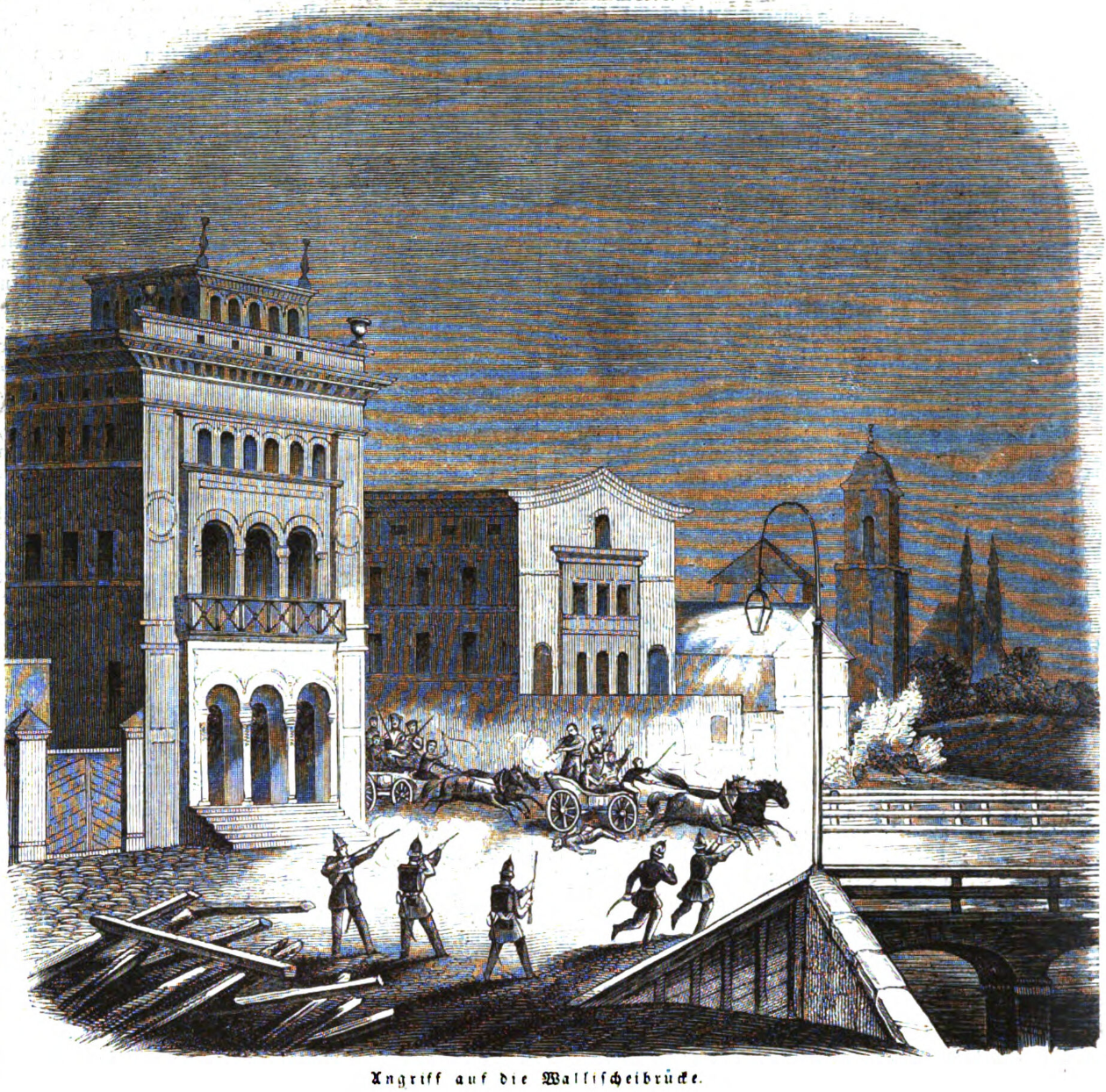
الهجوم على جسر واليش (تشواليسزيفسكي)، مارس 1846 (نقش بواسطة يوليوس فون مينوتولي)

انتفاضة بولندا الكبرى (Polish: powstanie wielkopolskie) كانت انتفاضة عسكرية خطط لها البولنديين في أرض بولندا الكبرى ضد القوات البروسية، وقد كانت مصممة لتكون جزءًا من انتفاضة بولندية عامة في جميع أقسام بولندا الثلاثة، ضد الروس والنمساويين والبروسيين.

## الخطط
خططت عدة منظمات بولندية لبدء انتفاضة في جميع أنحاء بولندا المقسمة في وقت واحد في 21 فبراير 1846م. في دوقية بوزنانيا الكبرى البروسية، كان من المفترض أن يقود لودفيك ميروسلاوسكي، الذي وصل مؤخرًا إلى بوزنان من المنفى الفرنسي، العمليات العسكرية. في حين بدأت انتفاضة كراكوف في القسم النمساوي لكنها فشلت، فقد تعرض المتمردون في بوزنان للخيانة من قبل أحد المتآمرين وتم اعتقال زعماء المنظمة من قبل السلطات البروسية قبل أسبوعين من الموعد المفترض لبدء العمليات.
لم تحدث أي أعمال عدائية خطيرة في ذلك العام.

## العواقب
وجهت المحكمة الجنائية في برلين اتهامات إلى 254 متمردًا بالخيانة العظمى. كانت هذه المحاكمة هي الأولى بعد اختراع قانون جديد للمحاكمة الجنائية في بروسيا. صارت الجلسة الآن متاحة للعامة وقد أثارت اهتمامًا كبيرًا بين سكان برلين وبروسيا المتعاطفين مع المتهمين. انتهت المحاكمة في 2 ديسمبر 1847م، عندما حصل 134 من المتهمين على البراءة حيث أعيدوا إلى دوقية بوزنانيا الكبرى. لقد حُكم بالإعدام على 8 متهمين، من بينهم ميروسلافسكي، الذي ألف كتابه "Débat en la révolution et la contrerévolution en pologne" طوال فترة احتجازه، فيما حُكم على البقية بالسجن في سجن برلين - موابيت. لم تنفذ أحكام الإعدام، وأصدر الملك فريدرش فيلهلم الرابع ملك بروسيا عفوًا عن جميع المدانين بناءً على طلب الشعب الثائر في برلين في ربيع الأمم في مارس 1848م. انضم هؤلاء على الفور إلى انتفاضة بولندا الكبرى عام 1848م.

## أشهر المتمردين
- كارول ليبيلت (1807–1875)
- لودفيك ميروسلاوسكي (1814–1878)
- كان فلاديسلاف نييغوليفسكي (1819-1885) سياسيًا ليبراليًّا بولنديًّا وعضوًا في البرلمان، ومتمردًا في انتفاضة فيلكوبولسكا عام 1846، ووانتفاضة فيلكوبولسكا عام 1848م ووانتفاضة عام 1863م، ومؤسسًا مشاركًا (عام 1861م) للجمعية الاقتصادية المركزية و(عام 1880م) لجمعية المكتبات الشعبية.
- كان إدموند تاكزانوفسكي (1822-1879) جنرالًا بروسيًّا بولنديًّا ونبيلًا وسيدًا لشورين قاد ثورة في عام 1843م وشارك في انتفاضة فيلكوبولسكا عام 1846م. كما خدم لاحقًا مع جوزيبي غاريبالدي في أثناء النهضة الإيطالية.
- كان وودزيميرز كريزانوسكي (1824–1887) قائدًا مهمًا للواء خلال الحرب الأهلية الأمريكية.